# Ogniem chrzczony
Ogniem chrzczony (ukr. Той, хто пройшов крізь вогонь / Toj, chto projszow kriź wohon') – ukraiński film w reżyserii Mychajła Illienki. Premiera miała miejsce 19 stycznia 2012 roku.
W 2012 roku został ukraińskim kandydatem do nominacji nagrody Oscara w kategorii Najlepszy Film Nieanglojęzyczny.

## Obsada
- Dmytro Linartowicz – Iwan Dodoka
- Witalij Linecki – Stepan Szulika
- Olha Hryszyna – Lubow Karimowa
- Iwanna Illenko – cień jaskółki
- Ołeksij Kołesnyk – indiański przywódca
- Ołeh Prymohenow – posłaniec
- Wiktor Andrijenko – Smirnow
- Ołeksandr Ihnatusza – Rzeka Posępna
- Hałyna Stefanowa – babcia Stefa
- Artem Antonczenko – Mykoła Jeriomin
- Maryna Jurczak – Nadia Rakitina
- Mykoła Bakłan – Orest (ojciec Iwana)
- Serhij Sołowjow – Rakitin
- Iryna Bardakowa – Margarita[2]
- Denys Karpenko – Żerar
- Wołodymyr Łewycki – Uhoł
- Ołeh Ciona – Palonyj
- Serhij Fedorenko – Starszyna
- Łew Łewczenko – Wania (syn Iwana)
- Jarosław Biłonoh – młody Iwan